# Nya Zeeland i olympiska vinterspelen 1976
Nya Zeeland deltog med fem deltagare vid de olympiska vinterspelen 1976 i Innsbruck. Ingen av landets deltagare erövrade någon medalj.